# Basilika Unserer Lieben Frau von Guadalupe (Rom)
Die Basilika Unserer Lieben Frau von Guadalupe und des hl. Philippus (lat.: Titulus Dominae Nostrae de Guadalupe et Sancti Philippi martyris in Via Aurelia; italienisch Basilica di Nostra Signora di Guadalupe e San Filippo in Via Aurelia) ist eine Kirche im Suburbio (Vorstadt) „S.IX – Aurelio“ in Rom (Municipio Roma XIII.). Die Kirche ist die Nationalkirche der Mexikaner und Lateinamerikaner in Rom.
Namensgeber ist das mexikanische Nationalheiligtum Unserer Lieben Frau von Guadalupe. Am Palmsonntag, 3. April 1955, segnete Papst Pius XII. den Grundstein, der vom Hügel Tepeyac stammt.
Die Kirche wurde von 1955 bis 1958 nach dem Entwurf des Architekten Gianni Mazzocca erbaut und am 12. Dezember 1958, durch Clemente Kardinal Micara, Generalvikar des Papstes für die Diözese Rom, geweiht. Sie ist seit dem 22. September 1960 Pfarrkirche und der Ordensgemeinschaft der Legionäre Christi zugeteilt. Am 15. Januar 1991 ernannte sie Papst Johannes Paul II. zu einer Basilica minor und zur Titelkirche der römisch-katholischen Kirche.

## Titelpriester
- Juan Jesús Kardinal Posadas Ocampo, Erzbischof von Guadalajara, Titelpriester von 1991 bis 1993
- Juan Kardinal Sandoval Íñiguez, Erzbischof von Guadalajara, Titelpriester seit 1994